# John Lyons (hockey sur glace)
Pour les articles homonymes, voir Lyons et John Lyons.
John Lyons (né le 31 mars 1900 à Arlington (Massachusetts) et mort le 15 janvier 1971 dans la même ville) est un hockeyeur sur glace américain. Lors des Jeux olympiques d'hiver de 1924 disputés à Chamonix, il remporte la médaille d'argent.

## Palmarès
- Médaille d'argent aux Jeux olympiques de Chamonix en 1924